# Neogasterichus bhubaneswaricus
Neogasterichus bhubaneswaricus is een vliesvleugelig insect uit de familie van de Eulophidae. De wetenschappelijke naam werd voor het eerst geldig gepubliceerd in 2010 door Narendran & Sureshan.